# Neuenkirchener See
Der Neuenkirchener See liegt auf dem Gebiet der Stadt Zarrentin am Schaalsee im Landkreis Ludwigslust-Parchim im Westen von Mecklenburg-Vorpommern.

## Beschreibung
Der 60 ha große See liegt nordöstlich des Kernortes Zarrentin, südwestlich des Zarrentiner Ortsteils Neuenkirchen und östlich des 24 km² großen Schaalsees. Der sich in Nord-Süd-Richtung erstreckende See ist etwa 2,5 km lang und maximal 380 Meter breit.
Der nördliche Teil des Neuenkirchener Sees gehört zum 932 ha großen Naturschutzgebiet Moorrinne von Klein Salitz bis zum Neuenkirchener See und der südliche Teil zum ca. 86 ha großen Naturschutzgebiet Boissower See und Südteil des Neuenkirchener Sees.